# Травкино (Омская область)
Травкино — деревня в Омском районе Омской областиРоссии. Входит в состав Богословского сельского поселения. Население 118 чел. (2013) .

## История
В 1978 году Указом Президиума ВС РСФСР деревня база «Заготскот» переименована в Травкино.
В соответствии с Законом Омской области от 30 июля 2004 года № 548-ОЗ «О границах и статусе муниципальных образований Омской области» деревня вошла в состав образованного муниципального образования «Богословское сельское поселение».

## География
Травкино находится  на юге центральной части региона,   в лесостепной полосе Барабинской низменности, относящейся к Западно-Сибирской равнине.

## Население
| 2006 | 2010 | 2013 |
| ---- | ---- | ---- |
| 108  | ↗112 | ↗118 |

Гендерный состав
По данным Всероссийской переписи населения 2010 года в гендерной структуре населения из 112 человек мужчин — 51, женщин — 61	(45,5 и 54,5 % соответственно)
Национальный состав
Согласно результатам переписи 2002 года, в национальной структуре населения русские составляли 82 % от общей численности населения в 88 чел..

## Инфраструктура
Личное подсобное хозяйство.

## Транспорт
Просёлочные дороги.